# Medair
Medair ist eine internationale Nichtregierungsorganisation (INGO). Sie verfolgt das Ziel, menschliches Leid in entlegenen und besonders vernachlässigten Regionen weltweit zu lindern. Medair versorgt von Naturkatastrophen und Konflikten betroffene Menschen mit qualitativ hochwertiger humanitärer Hilfe und unterstützt sie dabei, sich in Würde zu erholen.
Medair wurde 1989 in der Schweiz, im Kanton Waadt, gegründet. Von christlichen Grundwerten inspiriert, sieht die Organisation ihren Auftrag darin, die bedürftigsten Menschen weltweit zu unterstützen – ungeachtet ihrer ethnischen Herkunft, ihres Geschlechts, ihrer Religion, ihres Alters oder ihrer Staatsangehörigkeit. Medair beschäftigt weltweit mehr als 1500 Mitarbeitende (Stand: 2019), das jährliche Betriebsbudget liegt bei rund 90,6 Millionen US-Dollar. Mehr als 3,5 Millionen Menschen weltweit wurden 2019 von der Organisation direkt unterstützt.

## Geschichte

### Gründung
Medair wurde 1989 von einer Gruppe von acht Freiwilligen unter der Leitung der beiden erfahrenen Ärzte Erik Volkmar und Josiane Volkmar-André in der Schweiz gegründet.
1988 waren Erik Volmar und Josiane Volkmar-André gebeten worden, nach Uganda zu reisen, um im konfliktreichen Soroti Hilfe zu leisten. Unterstützung erhielten die Ärzte von Medicaments pour L’Afrique (MEDAF), Mission Aviation Fellowship (MAF) und Jugend mit einer Mission (JMEM). Aus dem Zusammenschluss sollte eine Organisation entstehen, die möglichst schnell und effektiv auf die sich verschärfende Krise reagieren konnte. Während dieses ersten gemeinsamen Einsatzes wurden Vertriebene, die nach und nach wieder in ihre ursprünglichen Städte und Dörfer zurückkehrten, mit grundlegenden Leistungen versorgt.

### Die Anfänge
In den Jahren unmittelbar nach der Gründung wurde die Programmarbeit von Medair auf den Sudan, Liberia und den Irak ausgeweitet, wo ebenfalls Binnenvertriebene unterstützt wurden. Seit 1995 arbeitet Medair unabhängig von den drei Gründungsorganisationen. Bis heute besteht jedoch eine enge Zusammenarbeit mit Mission Aviation Fellowship (MAF) – insbesondere dort, wo die Einsatzgebiete an schwer zugänglichen Orten nicht über den Land- oder Wasserweg erreichbar sind.

### Medair Heute
Derzeit ist Medair in 13 Ländern aktiv (Stand: Dezember 2019) und reagiert auf globale Notlagen wie die Syrienkrise, die Ebola-Epidemie in der DR Kongo sowie die Rohingya-Krise in Bangladesch. Mit Expertise in den Bereichen Gesundheit und Ernährung, Wasser, sanitäre Einrichtungen und Hygiene, Notunterkünfte sowie Bargeldhilfe konnte die Organisation 2019 weltweit mehr als 3,5 Millionen Menschen direkt unterstützen.

## Organisation

### Frühere Geschäftsführung
Medair-Mitbegründer Erik Volkmar führte die Organisation als erster Geschäftsführer 15 Jahre lang bis 2003.
2004 wurde Randall Zindler zu seinem Nachfolger ernannt. Vor seiner Anstellung als Geschäftsführer (CEO) bei Medair hatte Zindler verschiedene Positionen bei Unternehmen wie der Credit Suisse und Swissair inne. 2011 löste Jim Ingram Zindler als neuen Geschäftsführer ab. Ingram leitete zuvor bei Medair den Bereich Finanzen und war Mitglied der Geschäftsleitung.
Nach sieben Jahren als CEO trat Ingram 2018 in den Ruhestand und David Verboom wurde vom Internationalen Vorstand zu seinem Nachfolger ernannt.

### Aktuelle Geschäftsführung
Im April 2018 übernahm David Verboom die Geschäftsführung. Seit 1996 ist er im humanitären Bereich und in der Entwicklungszusammenarbeit tätig. Sein erster Einsatz führte ihn während der verheerenden Dürre und Hungersnot 1998 als Landesleiter von Medair nach Kenia und in den Süden des Sudans. Anschliessend übernahm Verboom die Leitung der Programmarbeit am Hauptsitz von Medair und baute die Einsatzgebiete in Afrika und Asien aus. 2002 wechselte er zu ZOA, wo er als Landesleiter für das Flüchtlingsprogramm in Sri Lanka sowie die Hilfseinsätze nach dem Erdbeben und dem Tsunami im Indischen Ozean 2004 verantwortlich war.[vii]
Anschliessend war Verboom beim Europäischen Amt für humanitäre Hilfe und Katastrophenschutz (ECHO) tätig; zuerst als Abteilungsleiter für die Programme in Sri Lanka und auf den Malediven, später als Vorsteher des Regionalbüros für Ostasien und den pazifischen Raum. Ab 2013 leitete er das Regionalbüro von ECHO für den Nahen Osten, bis er zwei Jahre später wieder auf NGO-Seite wechselte und bei World Vision International zum Landesleiter der Programme in Jerusalem, dem Westjordanland und dem Gazastreifen ernannt wurde.
Oberstes Leitungsorgan der Organisation ist der internationale Vorstand (International Board of Trustees). Er setzt sich aus zehn Führungskräften aus verschiedenen Fachbereichen zusammen. Das Gremium ist für die strategische Leitung der Organisation sowie deren finanzielle Planung verantwortlich. Die Vorstandsmitglieder werden durch die Vereinsmitglieder gewählt. Der Geschäftsführer (CEO) trägt die operative Verantwortung der Organisation und wird in seinen Aufgaben von der Geschäftsleitung (Executive Leadership Team) unterstützt.

### Medair-büros Weltweit
Der Hauptsitz von Medair – auch Global Support Office (GSO) genannt – befindet sich im schweizerischen Ecublens. Hier werden die Länderprogramme koordiniert und geleitet und in fachlicher, personeller, finanzieller und logistischer Hinsicht unterstützt. Auch die Fachbereiche Fundraising, Marketing, Personal sowie Informatik sind am Hauptsitz angesiedelt.
Darüber hinaus unterhält Medair sechs weitere Büros: in der Deutschschweiz (Zürich), Grossbritannien, den Niederlanden, Deutschland, Frankreich und den USA. Diese Zweigstellen führen oder koordinieren keine eigenen Programme. Sie leisten vielmehr Unterstützung bei der Mittelbeschaffung und bei der Rekrutierung von internationalen Einsatzkräften und entwickeln lokale Partnerschaften zur Unterstützung der Organisation.

### Mitarbeitende
Medair stellt sowohl Mitarbeitende ein, die über Erfahrung in der humanitären Hilfe verfügen als auch solche, die neu im Sektor sind, jedoch Erfahrung in den Bereichen Projektmanagement, Gesundheitswesen, Ernährung, Wasser, sanitäre Einrichtungen und Hygiene (WASH), Personalwesen, Logistik, Kommunikation oder dem Wiederaufbau von Infrastruktur mitbringen.
Die Mitarbeitenden in den Einsatzländern werden sowohl international als auch national rekrutiert. 80 % der Belegschaft in den Projektländern besteht aus einheimischen Mitarbeitenden, welche vertraut sind mit der lokalen Kultur, Sprache und den Dorfgemeinschaften vor Ort. Internationale Mitarbeitende stimmen mit den Werten der Organisation überein und verfügen über entsprechende Expertise in ihrem Verantwortungsbereich.
Bewerber bzw. potenzielle Medair-Mitarbeitende absolvieren einen Orientierungskurs in Nothilfe und Rehabilitation (ROC). Dieser Intensivkurs findet mehrmals jährlich statt und hat zum Ziel, die Eignung der Teilnehmenden für die Projektarbeit festzustellen und sie auf ihre Arbeit im Feld vorzubereiten.

### Hilfsprogramme
Medair ist aktuell in 11 Ländern aktiv (Stand: Mai 2020). Ein Programme werden direkt vor Ort umgesetzt; bei Bedarf in Zusammenarbeit mit (lokalen) Partnerorganisationen, um schwer zugängliche, notleidende Gemeinschaften erreichen zu können.
Die Projekte von Medair haben zum Ziel, die dringendsten Bedürfnisse der von Krisen und Naturkatastrophen betroffenen Menschen zu decken. Dies geschieht hauptsächlich in den Bereichen medizinische Versorgung, Ernährung, Wasser, sanitäre Einrichtungen und Hygiene (WASH), Unterkünfte sowie Bargeldleistungen.[viii] Ausserdem engagiert sich Medair mit Programmen in den Bereichen psychische Gesundheit und psychosoziale Unterstützung, unterstützt beim Aufbau tragfähiger lokaler Strukturen (beispielsweise Gesundheitszentren) und der Verbesserung der lokalen Infrastruktur mittels gezielter Katastrophenschutzmassnahmen (Disaster Risk Reduction).

### Finanzen
2019 wies Medair einen Umsatz von rund 90,6 Millionen US-Dollar aus. Laut Jahresbericht flossen 92,4 Prozent der Betriebsausgaben direkt in die humanitäre Hilfe. Die verbleibenden 7,6 % wurden für die Mittelbeschaffung und die Verwaltung aufgewendet. Zu den wichtigsten Finanzierungsquellen von Medair gehören private Spender, staatliche und zwischenstaatliche Institutionen, Nichtregierungs- und Partnerorganisationen, Stiftungen, Unternehmen und übrige Institutionen.
2019 stammten 73,1 Prozent der Mittel von Regierungen, der EU und von UN-Institutionen. Dazu gehören unter anderen das Europäische Amt für humanitäre Hilfe und Katastrophenschutz (ECHO), die US-Behörde für Internationale Entwicklung (USAID), die Schweizer Direktion für Entwicklung und Zusammenarbeit (DEZA) sowie das Kinderhilfswerk der Vereinten Nationen (UNICEF).
Im Jahre 2019 betrug der Spendenanteil von Unternehmen, Institutionen und Privatspenden 10,7 Prozent der operativen Kosten, gefolgt von anderen Institutionen und Nichtregierungspartnern, deren Anteil bei 9,7 Prozent lag. Die Sachspenden betrugen 6,1 Prozent. 0,5 Prozent wurden unter Übrige Erträge verbucht.

## Aktivitäten
Medair hat sich dem Verhaltenskodex des Internationalen Roten Kreuzes und des Roten Halbmonds sowie demjenigen von NGOs in Disaster Relief (NGOs in der Katastrophenhilfe) verpflichtet. Die Organisation versorgt besonders bedürftige Menschen weltweit mit Hilfe, ungeachtet ihrer ethnischen Herkunft, ihres Geschlechts, ihres Glaubens, ihres Alters oder ihrer Staatsangehörigkeit.
Medair konzentriert sich hauptsächlich auf die folgenden vier Tätigkeitsbereiche:

### Nothilfeeinsätze
2019 reagierte Medair auf Naturkatastrophen und humanitäre Notlagen in 13 Ländern. Dazu gehören die Syrienkrise, die Rohingya-Krise, der Tsunami in Indonesien sowie die Ebola-Epidemie in der DR Kongo. In Notsituationen leistet Medair in einem ersten Schritt humanitäre Nothilfe, anschliessend wird eine Wiederaufbauphase eingeleitet:

#### Soforthilfe
Im Katastrophenfall entsendet Medair unmittelbar nach dem Ereignis ein internationales Nothilfeteam in die betroffene Region, um Hilfsbedürftige so rasch als möglich mit lebensrettender Soforthilfe zu versorgen. Das Team stellt beispielsweise Notunterkünfte-Sets bereit, verteilt wichtige Haushalts- und Hygieneartikel und schafft Zugang zu Trinkwasser, sanitären Einrichtungen und medizinischen Leistungen.

#### Wiederaufbau: «Build Back Better»
In der Wiederaufbauphase verfolgt Medair den Ansatz «Build Back Better», um betroffenen Gemeinschaften zu helfen, sich besser vor zukünftigen Katastrophen zu schützen. Zerstörte Häuser und Infrastruktur werden mit robusten Baumaterialien und katastrophensicheren Konstruktionstechniken wiederaufgebaut. 2019 wurde 100 055 Menschen in betroffenen Gebieten im Bereich Katastrophenschutz geschult.

### Frauen und Kinder
Frauen und Kinder gelten während Krisen und Katastrophen als besonders schutzbedürftig. Auf ihre spezifischen Bedürfnisse geht Medair mit drei verschiedenen Ansätzen ein:

#### Ernährung
Medair bietet umfassende Behandlungsangebote für unterernährte Kleinkinder sowie schwangere und stillende Frauen an. Zudem schulen Teams Gemeinschaften darin, wie sie Unterernährung besser begegnen oder verhindern können. 2019 behandelte Medair insgesamt 88 576 Menschen mit Unterernährung.

#### Gesundheit
Medair unterstützt den Betrieb von lokalen Gesundheitszentren durch Schulungen und Begleitung von lokalem Gesundheitspersonal sowie durch die Bereitstellung von Medikamenten und medizinischem Gebrauchsmaterial. Der Fokus der Organisation liegt in den Bereichen medizinische Grundversorgung, Impfungen und sichere Entbindungen. 2019 wurden gemäss Jahresbericht 1 524 769 Konsultationen in von Medair unterstützten Gesundheitseinrichtungen durchgeführt.

#### Gesundheitsförderung auf Gemeinschaftsebene
Medair unterhält sogenannte «Care Groups» für Frauen. In diesen Selbsthilfegruppen besuchen geschulte Freiwillige Frauen und deren Familien in ihren Gemeinschaften, um mit ihnen über Gesundheit, Hygiene und eine ausgewogene Ernährung zu sprechen. An Orten mit ungenügendem Zugang zu medizinischer Versorgung bildet Medair lokale Gesundheitsmitarbeitende aus, die erkrankte Kinder zuhause aufsuchen und verbreitete Krankheiten diagnostizieren und behandeln können. Dieser Ansatz kommt auch zur Anwendung bei Frauen und Mädchen, die traumatisiert sind bzw. bei Opfern von geschlechtsspezifischer Gewalt.

### Geflüchtete und Vertriebene
Seit 2012 setzt sich Medair für von der Syrienkrise betroffene Menschen und seit 2017 für Rohingya-Flüchtlinge ein. Zudem hilft die Organisation Vertriebenen im Irak und im Südsudan. Medair unterstützt Geflüchtete und Vertriebene mit folgenden Leistungen:

#### Nothilfe für Geflüchtete und Vertriebene
Medair stellt Notunterkünfte-Sets für Geflüchtete und Vertriebene bereit und versorgt sie mit dringend benötigten Haushalts- und Hygieneartikeln. Dadurch sind sie besser vor Krankheiten geschützt.

#### Medizinische Nothilfe
Medair betreibt medizinische Noteinrichtungen, um Kranke und Verletzte zu versorgen wie z. B. dem Irak, der libanesischen Bekaa-Ebene, oder dem Vertriebenenlager Kutupalong in Bangladesch. An diesen Orten sind die lokalen Gesundheitsdienste aufgrund der Flüchtlingsströme oftmals völlig überlastet.

#### Sauberes Wasser, sanitäre Einrichtungen und Hygiene
Medair versorgt notleidende Gemeinschaften mit Trinkwasser und errichtet sanitäre Einrichtungen wie Latrinen inklusive Abfallentsorgungssysteme. Ausserdem werden Hygieneschulungen durchgeführt. 2019 erhielten 492 390 Menschen verbesserten Zugang zu sauberem Wasser, 358 601 Personen profitierten von neuen sanitären Einrichtungen.

#### Bargeldhilfe
Von Krisen betroffene Familien unterstützt Medair je nach Kontext auch mit Geldleistungen. So können sie eigenverantwortlich ihre Lebensumstände verbessern und z. B. Kosten für ihre medizinische Versorgung begleichen. 2019 erhielten 76 343 Menschen finanzielle Hilfe in Form von Bargeld oder Gutscheinen.

### Innovation
Im Libanon verwendet Medair GIS-Technologien (Geoinformationssystem), um syrische Flüchtlingssiedlungen zu kartieren. In anderen Projekten kommen Smartphones und Tablets für die Erhebung und Auswertung von Daten (z. B. bei Bedürfnisabklärungen) zum Einsatz. Mobile Endgeräte gewährleisten eine präzisere, effizientere Datenanalyse und -verwaltung als herkömmliche Geräte. Laut eigenen Angaben setzt Medair zudem auf Cloud-basierte Lösungen und Online-Live-Dashboards, um wichtige Informationen schnell und effizient mit Kollegen sowie Partnerorganisationen auf der ganzen Welt teilen zu können.

### Aktuelle Programme
Aktuell (Stand: Oktober 2022) führt Medair Programme in Ukraine, Jordanien, dem Libanon, Syrien, Afghanistan, der DR Kongo, Madagaskar, Somalia, dem Südsudan, Sudan und Jemen durch.

### Auswahl Bedeutender Programme

#### Ruanda
Nach dem Völkermord in Ruanda 1994 leistete Medair Nothilfe in der Region Bugesera, in der 80 Prozent der Bevölkerung dem Genozid zum Opfer gefallen waren. Medair unterstützte die medizinischen Einrichtungen dabei, wieder funktionsfähig zu werden. Ausserdem boten von Medair rekrutierte Psychiater den betroffenen Hutus und Tutsis Gespräche zur Verarbeitung ihrer Traumata an und führten Seminare zum Thema Versöhnung durch. In den Workshops begegneten sich Mitglieder beider ethnischer Gruppen und konnten in einem geschützten Rahmen ihre Geschichten und Erlebnisse miteinander aufarbeiten.

#### Uganda
Mit zehn Jahren war der Einsatz in Uganda einer der längsten in der Geschichte der Organisation. Medair war von 1999 bis 2009 vor Ort, zu der Zeit, in der die Lord’s Resistance Army (LRA) einen Grossteil von Norduganda terrorisierte. Medair unterstützte während des Höhepunkts der Krise Menschen in Vertriebenenlagern (internally displaced persons, IDPs) und half ihnen nach der Rückkehr in ihre Heimatdörfer eine neue Lebensgrundlage aufzubauen.

#### Sri Lanka
Fünf Tage nach dem Erdbeben und dem Tsunami im Indischen Ozean 2004 war das Nothilfeteam von Medair einsatzbereit und im besonders stark betroffenen Bezirk Ampara in Sri Lanka vor Ort. Das Team führte Bedarfsanalysen durch und reagierte auf die dringendsten Bedürfnisse der Überlebenden: Wasser, Lebensmittel, sanitäre Einrichtungen und Notunterkünfte wurden zur Verfügung gestellt.  Um die Notversorgung mit Wasser in den Auffanglagern sicherzustellen, arbeitete Medair eng mit dem auf Wassertechnologie für schwierige Umgebungen spezialisierten Unternehmen BushProof zusammen.  Im Jahr nach der Katastrophe engagierte sich Medair für den Wiederaufbau der zerstörten Häuser, half Menschen in den Fischerdörfern bei der Sicherung ihrer Lebensgrundlagen mit Booten und Netzen, baute Latrinen, sanierte Brunnen und führte Hygieneschulungen durch.

#### Pakistan
Nach dem schweren Erdbeben in Pakistan 2005 verteilte Medair betroffenen Familien kurz vor Wintereinbruch Bausätze für Notunterkünfte und dringend benötigte Haushaltsartikel. In der Wiederaufbauphase unterstützte die Organisation Bauern bei der Wiederherstellung ihrer Lebensgrundlagen mit Vieh und Saatgut. Zudem erhielten Berggemeinschaften umfassende Unterstützung beim Wiederaufbau ihrer durch das Beben zerstörten Häuser.

#### Süden des Sudan / Südsudan
Medair arbeitet seit 1992 ununterbrochen im Süden des Sudan und ist eine der aktivsten Hilfsorganisationen im Land. 2010 erregte eine von Medair und Save the Children durchgeführte Studie Aufsehen, welche die hohen Unterernährungsraten in Akobo, Südsudan, aufzeigte. Sowohl die Gesamtrate der akuten Unterernährung (GAM) mit 45,7 Prozent als auch die schwere akute Unterernährungsrate (SAM) mit 15,5 Prozent lagen dreimal höher als der Notfallgrenzwert. Beide Organisationen reagierten schnell und führten therapeutische Ernährungsprogramme durch. Bis heute gilt Medair als einer der humanitären Hauptakteure im heutigen Südsudan und leistet bei Krankheitsausbrüchen Nothilfe – zuletzt während der Masernepidemie 2019.

#### Haiti
Nach dem Erdbeben in Haiti 2010 errichtete Medair provisorische Unterkünfte für 11 622 obdachlos gewordene Menschen in Jacmel und Umgebung. Später konnten diese Schutzunterkünfte dann in dauerhafte Behausungen umgebaut werden.
Auch nach Hurrikan Matthew 2016 reiste Medairs Nothilfeteam wieder nach Haiti aus. Innerhalb von 72 Stunden erreichte es Port-au-Prince und stellte Materialien für Notunterkünfte und Hygienesets bereit. Das Team lieferte unter anderem 300 Hygienesets zur Cholera-Prävention an Familien auf der stark verwüsteten Halbinsel Tiburon aus, die nur per Boot erreicht werden konnte. Insgesamt verteilte Medair medizinische Nothilfesets mit Medikamenten an rund 20 000 Menschen, ermöglichte über 14 000 Personen eine Schutzunterkunft und verschaffte rund 16 000 Betroffenen Zugang zu sauberem Trinkwasser.

#### Afghanistan
2012 ereignete sich eine Entführung von Medair-Mitarbeitenden in der afghanischen Provinz Badakhshan. Dank dem Einbezug internationaler Sicherheitskräfte sowie einem breit abgestützten Krisenmanagement konnten alle Entführten befreit werden. Nach diesem Ereignis beendete Medair seine Aktivitäten in Badakhshan und setzt die Arbeit bis heute im zentralen Hochland Afghanistans fort.
Insgesamt war Medair von 2000 bis 2012 in Badakhshan aktiv und hat die Region nachhaltig geprägt. Die Organisation konnte in dieser Zeit den Zugang zu Trinkwasser und sanitären Einrichtungen deutlich verbessern, das lokale Gesundheitssystem stärken und in sehr entlegenen Dörfern lebensrettende Gesundheits- und Ernährungsleistungen durchführen.

#### Syrienkrise
2012 entsandte Medair verschiedene Teams in den Libanon und nach Jordanien, um die ankommenden syrischen Geflüchteten mit Nothilfe zu versorgen. In der libanesischen Bekaa-Ebene gehörten sichere Unterkünfte zu den dringendsten Bedürfnissen, da dort die Wintermonate oft sehr kalt sind. Medair verteilte Bausätze für Notunterkünfte sowie Holzöfen, warme Decken und Matratzen an notleidende Familien. Bis heute unterstützt Medair Flüchtlinge im Libanon und in Jordanien und konnte 2015 auch ein Nothilfeprogramm in Syrien selbst starten.

#### Philippinen
Nach dem Taifun Haiyan 2013 versorgte das Nothilfeteam von Medair Betroffene in abgelegenen Dörfern in den Philippinen mit lebensrettender Nothilfe. 6000 Menschen kamen während der Katastrophe ums Leben, mehr als vier Millionen wurden vertrieben. Medair konnte innerhalb eines Jahres 60 000 Vertriebene mit Notunterkünften, Gesundheits- und Hygieneleistungen unterstützen.
Medair blieb bis 2018 auf den Philippinen im Einsatz, um nach der ersten Nothilfephase der Bevölkerung beim Wiederaufbau ihrer zerstörten Dörfer zu helfen. 1680 Familien erhielten ein neues, nach dem «Build Back Better»-Prinzip errichtetes Haus, 1250 Familien eine hygienische Latrine. Mehr als 3000 Menschen wurden in Katastrophenvorsorge geschult.

## Akkreditierungen, Mitgliedschaften & Partnerschaften
Als erste europäische Nichtregierungsorganisation (NGO) erhielt Medair 2001 die weltweite Zertifizierung nach ISO 9001:2000. Diese internationale Qualitätsnorm beschreibt Managementstandards und -richtlinien und findet üblicherweise in privatwirtschaftlichen Unternehmen Anwendung.
Medair war zudem erstes Mitglied von Humanitarian Accountability Partnership International (HAP-I). Weitere Mitglieder sind CARE International, Oxfam, World Vision International sowie Save the Children.
2013 trat Medair dem Verband Integral Alliance bei. Das Netzwerk besteht aus humanitären Organisationen mit christlichem Hintergrund, die das Ziel verfolgen, ihre Zusammenarbeit im Bereich Not- und Entwicklungshilfe zu verbessern, Synergien zu nutzen und damit den Umfang und die Qualität ihrer Hilfseinsätze zu erhöhen. Medair ist ausserdem EU-CORD angeschlossen, einem europäischen Netzwerk christlicher Hilfsorganisationen.
Medair in der Schweiz ist mit dem ZEWO-Gütesiegel zertifiziert. Das Schweizerische Label bescheinigt Nonprofit-Organisationen den verantwortungsvollen Umgang mit Spendengeldern. Das Büro von Medair in den Vereinigten Staaten wurde 2018 mit dem Excellence in Giving Transparency Certification sowie dem GuideStar’s Gold Seal ausgezeichnet.
2019 erhielt Medair die umfassende Zertifizierung des Core-Humanitarian-Standards (CHS), welche die respekt- und verantwortungsvolle Arbeitsweise sowie die qualitativ hochwertigen Leistungen einer Organisation bestätigen. Der CHS beinhaltet neun Kriterien, anhand derer humanitäre Organisationen die Qualität und Wirksamkeit ihrer Hilfsprojekte messen und verbessern können.
Weitere Partnerschaften und Kooperationen unterhalten die verschiedenen Medair-Büros weltweit mit: A.S.A.H., Concord, Cash Learning Partnership (CaLP), Interaction Switzerland, Bond, CORE Group, LINGOs, The Global Health Cluster, European Interagency Security Forum, IDCN, Fundraising Standards Board, NetHope[xii], Global Logistics Cluster, Coordination Sud, Humanitarian University, Swiss NGO DRR Platform, Global Shelter Cluster, NGO Voice, QUAMED, imPACT Coalition sowie dem Global WASH Cluster.·

## Belege
1. 1 2  Wie wir arbeiten. In: Medair. Abgerufen am 27. Januar 2021 (deutsch).
2. ↑  (French) Registre du Commerce, Medair. Abgerufen am 30. November 2010.
3. 1 2 3 4 5 6 7 8 9 10 11 12  Medair. Jahresbericht 2019. (PDF) Abgerufen am 27. Januar 2021.
4. 1 2  Volkmar-André, Josianne, trans. Christine Terrasson-Alexander (1996). Bread and Salt: The history of Medair. S. 42.
5. ↑  (French) Jeunesse en Mission. ”Historique 1979-1988”. Abgerufen am 30. November 2010.
6. 1 2  Medair. ”Medair: The First Five Years”. Abgerufen am 30. November 2010.
7. 1 2  Medair: ”MAF and Medair - Reaching the most vulnerable in hard-to-reach places”, abgerufen am 27. Januar 2021
8. ↑  Medair: ”Medair Helping Syrian Refugees Face Demolition in Arsal”, abgerufen am 27. Januar 2021
9. ↑  Ebola response in the Democratic Republic of Congo. In: Medair. Abgerufen am 27. Januar 2021 (amerikanisches Englisch).
10. ↑  Rohingya-Krise: COVID-19 im Flüchtlingslager begegnen. In: Medair. 4. November 2020, abgerufen am 27. Januar 2021 (deutsch).
11. ↑  MAF and Medair - Reaching the most vulnerable in hard-to-reach places. In: Medair. Abgerufen am 27. Januar 2021 (amerikanisches Englisch).
12. ↑  Was wir tun, , auf medair.org, abgerufen am 27. Januar 2021
13. ↑  Medair. «Tätigkeitsfeld». Abgerufen am 1. September 2019. (Link: https://ch.medair.org/de/auf-krisen-reagieren/ )
14. ↑  Medair. ”Forged In The Fire.” Abgerufen am 30. Januar 2011.
15. ↑  Thomas Reuters Foundation News. ”Meet Jim Ingram: Medair CEO.” 20 September 2011.
16. 1 2 3  Medair. «David Verboom ist Neuer Geschäftsführer von Medair».  7. September 2017
17. ↑  Home. Abgerufen am 27. Januar 2021 (amerikanisches Englisch).
18. ↑  Kontakt. In: Medair. Abgerufen am 27. Januar 2021 (deutsch).
19. 1 2 3 4  Stellenangebote. In: Medair. Abgerufen am 27. Januar 2021 (deutsch).
20. ↑  Wer wir sind. In: Medair. Abgerufen am 27. Januar 2021 (deutsch).
21. ↑  International Federation of Red Cross and Red Crescent Societies. “Code of Conduct”, abgerufen am 1. September 2019
22. ↑  World Health Organisation. ”Leave no one behind: Women, children and adolescent health in emergencies”, abgerufen am 23. September, 2019
23. ↑  Medair. Jahresbericht 2009, S. 8. Abgerufen am 1. September 2019.
24. ↑  Volkmar-André, Josianne, trans. Christine Terrasson-Alexander (1996). Bread and Salt: The history of Medair. p. 42. Abgerufen am 1. September 2019.
25. ↑  Medair. Jahresbericht 2009, S. 30-31. Abgerufen am 15. Dezember 2010.
26. 1 2  Lee, Andrew C K (2005). “Real Time Evaluation of Medair’s ‘Tsunami Emergency Response’ Programme in Sri Lanka”, p. 8. Abgerufen am 20. November 2010.
27. ↑  Bushproof. “Rapid drinking water supply for tsunami victims using jetting”, (2005). Abgerufen am 26. November 2010.
28. 1 2  Medair. Jahresbericht 2009, S. 9. Abgerufen am 15. Dezember 2010.
29. ↑  Südsudan. In: Medair. Abgerufen am 27. Januar 2021 (deutsch).
30. ↑  AFRO. “Sudan Suffering From Severe Famine”, 17. April 2009. Abgerufen am 24. November 2010.
31. ↑  United Nations Office for the Coordination of Humanitarian Affairs. “Sudan: Unsettled prospects for Jonglei State”, ReliefWeb, 11. Juni 2010. Abgerufen am 24. November 2010.
32. ↑  Manuel-Logan, Ruth. “Sudan is the ‘Hungriest Place on Earth,’ Children Are Starving”, Politic365, 16. April 2010. Abgerufen am 24. November 2010.
33. ↑  Medair. “One Year Later: 11,622 Haitians Safely Housed”, 26. November 2010. Abgerufen am 9. Dezember 2010.
34. ↑  Medair. “One Year Later: 11,622 Haitians Safely Housed”, 26. November 2010. Abgerufen am 9. Dezember 2010.
35. 1 2  Medair. Jahresbericht 2016. Abgerufen am 4. Juli 2017.
36. ↑  Medair. Jahresbericht 2012, S. 11. Abgerufen am 26. Juni 2013.
37. ↑  Medair."Thousands More Afghan Families to Receive Assistance in Remote Central Highlands." Abgerufen am 26. Juni 2013.
38. ↑  Medair. Jahresbericht 2012, S. 11. Abgerufen am 26. Juni 2013.
39. ↑  Syrien. In: Medair. Abgerufen am 27. Januar 2021 (deutsch).
40. ↑  Medair. "Scores of Typhoon Haiyan Survivors Still Living Under Plastic Sheeting One Year On". Abgerufen am 13. Mai 2015.
41. ↑  Leaving the Philippines after having “Built Back Better”. In: Medair. Abgerufen am 27. Januar 2021 (amerikanisches Englisch).
42. ↑  Verboom, David. “Medair believed to be first humanitarian aid organization worldwide to achieve ISO 9001:2000”, ISO Management Systems, September–October 2002. Abgerufen am 10. December, 2010
43. ↑  Service, A, G. Service. “Medair Sri-Lanka Programme: Pilot Complaints Handling Mechanism”, July 2005. Abgerufen am 10. November 2010.
44. ↑  Humanitarian Accountability Partnership. Members (Memento vom 14. Juli 2014 im Internet Archive), abgerufen am 8. November 2010
45. ↑  Integral Alliance: ”Integral Alliance Gains New Member”, abgerufen am 6. November 2013
46. ↑  Integral Alliance :: Vision, Mission and Values. Abgerufen am 27. Januar 2021.
47. ↑  Members – EU-CORD Network. Abgerufen am 27. Januar 2021 (britisches Englisch).
48. ↑  Über die Zewo. Abgerufen am 27. Januar 2021 (deutsch).
49. ↑  Transparency Certification. Abgerufen am 27. Januar 2021 (englisch).
50. ↑  GuideStar. ”Medair USA Profile”, abgerufen am 4. September, 2019
51. ↑  Ausgezeichnet: Medair ist CHS-zertifiziert. In: MEDAIR Deutschland. 18. April 2019, abgerufen am 27. Januar 2021 (deutsch).
52. ↑  Core Humanitarian Standard.”Core Humanitarian Standard on Quality and Accountability”, abgerufen am 4. September
53. ↑  Wie wir arbeiten. In: Medair. Abgerufen am 27. Januar 2021 (deutsch).